# دلورین آلفا۵
دلورین آلفا۵ یک خودروی اسپرت برقی است که توسط دلورین تولید می‌شود. حدود صفر تا صد این خودرو تقریباً ۲٫۹۹ ثانیه است، همچنین این خودرو توانایی تا ۲۴۹ کیلومتر بر ساعت سرعت رفتن را داراست.

## بررسی اجمالی
آلفا۵ در ۲۹ مه ۲۰۲۲ معرفی شد. همچنین قرار است در پبل بیچ کانکورز دلیگانس در اوت ۲۰۲۲ ارائه شود.
آلفا۱۵ به یاد نسل قبلی خود یعنی دلورین دی‌ام‌سی-۱۲ با شیشه عقب و درهای بال‌پرنده‌ای ساخته شده‌است. این خودرو توسط ایتال‌دیزاین طراحی شده‌است.